# خجك (بوالحسن)
خجك (بالفارسية: خجک) هي قرية تقع في إيران في قسم بوالحسن الريفي.